# Brave New World (album d'Iron Maiden)
Pour les articles homonymes, voir Brave New World.
Albums de Iron Maiden
Virtual XI
(1998) Rock in Rio
(2002)
Brave New World est le douzième album de Iron Maiden, sorti le 30 mai 2000.

## L'album
L'album a marqué le retour du guitariste Adrian Smith (qui avait quitté le groupe en 1990) et du chanteur de longue date Bruce Dickinson (qui avait quitté le groupe en 1993), entrainant le départ de Blaze Bayley. Ce fut également le premier enregistrement avec trois guitaristes, Janick Gers étant resté avec le groupe malgré le retour d'Adrian Smith.
Le titre de l'album et sa pochette sont des références au roman éponyme d'Aldous Huxley. La moitié supérieure de la pochette a été réalisée par l'illustrateur spécialisé Derek Riggs, pour qui ce fut le dernier travail artistique pour un album d'Iron Maiden. La moitié inférieure a été réalisée par l'artiste Steve Stone. De la même façon, la ligne de Brave New World est répétée dans le pré-refrain d'un ancien titre, Stranger in a Strange Land de l'album Somewhere in Time.
Les chansons The Wicker Man et Out of the Silent Planet ont tous deux été publiées en simple, The Wicker Man est sorti aux États-Unis en tant que simple « promo » avec une voix supplémentaire dans le chœur.
Le producteur clé du groupe, Martin Birch, est remplacé par Kevin Shirley. L'album a été enregistré en France, au studio Guillaume-Tell de Suresnes, dans les Hauts-de-Seine, près de Paris. S'ensuivra une tournée mondiale qui les conduira jusqu'à Rio de Janeiro, d'où sera issu l'album enregistré en concert Rock in Rio.
Brave New World a atteint la 7e place dans les palmarès musicaux britanniques et y a été certifié Disque d'or. Aux États-Unis, l'album a débuté à la 39e position au Billboard 200 et s'y est vendu à 307 000 exemplaires.
L'album a été enregistré à Suresnes, en France.

## Liste des titres
| No  | Titre                             | Crédit(s)                                   | Durée |
| --- | --------------------------------- | ------------------------------------------- | ----- |
| 1.  | The Wicker Man                    | Steve Harris, Bruce Dickinson, Adrian Smith | 4:35  |
| 2.  | Ghost of the Navigator            | Steve Harris, Bruce Dickinson, Janick Gers  | 6:50  |
| 3.  | Brave New World                   | Steve Harris, Bruce Dickinson, Dave Murray  | 6:18  |
| 4.  | Blood Brothers                    | Steve Harris                                | 7:14  |
| 5.  | The Mercenary                     | Steve Harris, Janick Gers                   | 4:42  |
| 6.  | Dream of Mirrors                  | Steve Harris, Janick Gers                   | 9:21  |
| 7.  | The Fallen Angel                  | Steve Harris, Adrian Smith                  | 4:00  |
| 8.  | The Nomad                         | Steve Harris, Dave Murray                   | 9:06  |
| 9.  | Out of the Silent Planet          | Steve Harris, Bruce Dickinson, Janick Gers  | 6:25  |
| 10. | The Thin Line Between Love & Hate | Steve Harris, Dave Murray                   | 8:26  |

## Singles
Les quatre singles extraits de cet album sont :
1. The Wicker Man (avril 2000) ;
2. Brave New World (29 mai 2000) ;
3. Out of the Silent Planet (23 octobre 2000).
4. Ghost of the navigator (30 novembre 2000)

## Inspirations
- The Wicker Man (L'homme d'osier) est un instrument de torture dans lequel on enfermait des personnes avant d'y mettre le feu.
- Brave New World est le titre d'un livre d'Aldous Huxley traduit en français par Le Meilleur des mondes.
- Out of the Silent Planet est le titre d'un livre de C. S. Lewis, (Au-delà de la planète silencieuse) paru également sous le titre Le Silence de la Terre

## Musiciens
- Bruce Dickinson : chant
- Dave Murray : guitare
- Adrian Smith : lead and rythme guitar
- Janick Gers : guitare
- Steve Harris : basse, claviers
- Nicko McBrain : batterie

## Charts
| Pays        | Chart               | Position | Réf    |
| ----------- | ------------------- | -------- | ------ |
| États-Unis  | Billboard 200       | 39       | [ 6 ]  |
| États-Unis  | Top Internet Albums | 13       | [ 6 ]  |
| Royaume-Uni | UK Singles Chart    | 7        | [ 2 ]  |
| Autriche    | Ö3 Austria Top 40   | 10       | [ 7 ]  |
| Suisse      | Schweizer Hitparade | 9        | [ 8 ]  |
| France      | SNEP                | 3        | [ 9 ]  |
| Belgique    | Wallonie            | 29       | [ 10 ] |
| Belgique    | Flandre             | 12       | [ 11 ] |
| Suède       | Sverigetopplistan   | 1        | [ 12 ] |
| Norvège     | VG-lista            | 4        | [ 13 ] |
| Finlande    | Mitä hittiä         | 2        | [ 14 ] |
| Italie      | FIMI                | 3        | [ 15 ] |
| Australie   | ARIA Charts         | 33       | [ 16 ] |

## Format
| Année | Pays        | Format                     | Catalogue        | Label               |
| ----- | ----------- | -------------------------- | ---------------- | ------------------- |
| 2000  | Europe      | CD                         | 7243 5 26605 2 0 | EMI                 |
| 2000  | Royaume-Uni | Vinyle (x2) (Picture-disc) | 7243 5 26605 1 3 | EMI                 |
| 2000  | Europe      | CD                         | 7243 5 26605 2 0 | EMI                 |
| 2000  | États-Unis  | CD                         | CK 62208         | Portrait / Columbia |
| 2000  | Japon       | CD                         | TOCP-65418       | Toshiba EMI Ltd     |
| 2000  | Australasie | CD                         | 5266052          | EMI                 |